# Planckov zakon
Planckov zákon [plánkov ~] (starejše redkeje tudi Wien-Planckov zakon) je v fiziki zakon, ki podaja spektralno gostoto elektromagnetnega valovanja pri vseh valovnih dolžinah idealnega črnega telesa pri absolutni temperaturi {\displaystyle T}. Kot funkcija frekvence {\displaystyle \nu } je Planckov zakon zapisan kot:
{\displaystyle {\frac {\mathrm {d} j}{\mathrm {d} \nu }}=\pi B_{\nu }={\frac {2\pi h\nu ^{3}}{c^{2}}}{\frac {1}{e^{h\nu /(k_{\rm {B}}T)}-1}}\!\,.}
V odvisnosti od valovne dolžine {\displaystyle \lambda } je Planckov zakon:
{\displaystyle {\frac {\mathrm {d} j}{\mathrm {d} \lambda }}=\pi B_{\lambda }={\frac {2\pi hc^{2}}{\lambda ^{5}}}{\frac {1}{e^{hc/(k_{\rm {B}}T\lambda )}-1}}\!\,.}
Tu so {\displaystyle h} Planckova konstanta, {\displaystyle c} hitrost svetlobe v vakuumu, {\displaystyle k_{\rm {B}}} Boltzmannova konstanta in {\displaystyle e} osnova naravnih logaritmov. Zakon je odkril nemški fizik Max Planck leta 1900 in ga v končni obliki objavil leta 1901.
Funkciji {\displaystyle \mathrm {d} j/\mathrm {d} \nu \,} in {\displaystyle \mathrm {d} j/\mathrm {d} \lambda \,} imata največje vrednosti za:
{\displaystyle h\nu =\left[3+W\left({\frac {-3}{e^{3}}}\right)\right]k_{\rm {B}}T=2,8214393721\,k_{\rm {B}}T\!\,,}
{\displaystyle {\frac {hc}{\lambda }}=\left[5+W\left({\frac {-5}{e^{5}}}\right)\right]k_{\rm {B}}T=4,9651142317\,k_{\rm {B}}T\!\,,}
kjer je W(·) Lambertova funkcija W (Wienov zakon, 1893). Frekvence in valovne dolžine vrhov spektralnih gostot sevanja so različne za vsako temperaturo, in okrog njih telesa najmočneje sevajo.
Enačba za Planckov zakon se včasih razlikuje za konstantni faktor (večinoma za π), kar je odvisno od opazovanega območja, ki je vzeto pri izpeljavi. Dve funkciji imata različne enote. Prva je gostota energijskega toka na enoto frekvenčnega intervala, druga pa je gostota energijskega toka na enoto intervala valovne dolžine. Količini {\displaystyle \mathrm {d} j/\mathrm {d} \nu \,} in {\displaystyle \mathrm {d} j/\mathrm {d} \lambda \,} nista enakovredni. Pri izpeljavi ene iz druge ni mogoče preprosto zamenjati izraz za {\displaystyle \lambda } z izrazi v {\displaystyle \nu }. Enačbi pa sta povezani z:
{\displaystyle {\frac {\mathrm {d} j}{\mathrm {d} \nu }}\mathrm {d} \nu =-{\frac {\mathrm {d} j}{\mathrm {d} \lambda }}\mathrm {d} \lambda \!\,.}
Prva enačba gre v drugo s pomočjo:
{\displaystyle \mathrm {d} \nu =\mathrm {d} \left({\frac {c}{\lambda }}\right)=c\,\mathrm {d} \left({\frac {1}{\lambda }}\right)=-{\frac {c}{\lambda ^{2}}}\,\mathrm {d} \lambda \!\,.}

## Pregled in odkritje zakona
Valovna dolžina je povezana s frekvenco z:
{\displaystyle c=\lambda \nu \!\,.}
Sevanje črnega telesa ima zvezni spekter in se ga lahko poda s porazdelitvijo časovnega povprečja gostote energije v sevanju {\displaystyle w} po frekvenci {\displaystyle \nu }, s spektralno gostoto:
{\displaystyle {\frac {\mathrm {d} w}{\mathrm {d} \nu }}=u(\nu ,T)\!\,.}
Zakon tako včasih zapišejo z izrazi spektralne gostote energijskega toka {\displaystyle u}:
{\displaystyle u(\nu ,T)={\frac {4}{c}}{\frac {\mathrm {d} j}{\mathrm {d} \nu }}={\frac {4\pi B_{\nu }}{c}}={\frac {8\pi h\nu ^{3}}{c^{3}}}~{\frac {1}{e^{h\nu /(k_{\rm {B}}T)}-1}}\!\,,}
ki ima enote energije na enoto prostornine na enoto frekvence (joule na kubični meter na hertz). Integral po vseh frekvencah da skupno gostoto energijskega toka (Stefan-Boltzmannov zakon, 1879, 1884). Sevalno polje črnega telesa se lahko misli kot fotonski plin, v katerem bo ta gostota energijskega toka ena od termodinamskih spremenljivk plina.
Spektralno gostoto energijskega toka se lahko izrazi tudi kot funkcijo valovne dolžine:
{\displaystyle u(\lambda ,T)={\frac {4}{c}}{\frac {\mathrm {d} j}{\mathrm {d} \lambda }}={\frac {4\pi B_{\lambda }}{c}}={\frac {8\pi hc}{\lambda ^{5}}}{\frac {1}{e^{hc/(k_{\rm {B}}T\lambda )}-1}}\!\,.}
Planck je izpeljal zakon v poskusu, da bi izboljšal enačbo, ki jo je predlagal Wien, in, ki se ujema z eksperimentalnimi podatki pri majhnih valovnih dolžinah, razhaja pa pri velikih valovnih dolžinah. Wien je sprva leta 1894 predlagal spektralno gostoto:
{\displaystyle u(\nu ,T)=\nu ^{3}f\left({\frac {\nu }{T}}\right)\!\,,}
Le takšna oblika funkcije ustreza zahtevam termodinamike in Maxwellove elektrodinamike. Takšna funkcija spektralne gostote ima pri določeni frekvenci vrh in okrog nje črno telo najmočneje seva, kar je vsebina Wienovega zakona. Iz izkušenj je bilo znano že prej, da se v spektru črnega telesa poveča delež modre svetlobe z višjo frekvenco, če se temperatura poveča. Delež rdeče svetlobe pa se poveča pri zmanjšanju temperature. Funkcijo {\displaystyle f} je kasneje Wien zapisal v obliki:
{\displaystyle f={\frac {a_{0}}{e^{b\nu /T}}}\!\,}
in spektralno gostoto:
{\displaystyle u(\nu ,T)={\frac {a_{0}\nu ^{3}}{e^{b\nu /T}}}\!\,.}
Tu je videl podobnost z enačbo za porazdelitev molekul v plinu po velikosti hitrosti v kinetični teoriji plinov. Njegova enačba je Wienov približek. V začetku je kazalo, da se njegov približek dobro sklada z izmerjeno spektralno gostoto. S točnejšimi meritvami pa so Lummer in Pringsheim (1899, 1900), Rubens ter Kurlbaum (1900) pri nizki frekvenci pokazali na odstopanje.
Kot Clausisusov učenec je Planck dobro poznal termodinamiko. Leta 1897 je začel raziskovati sevanje črnega telesa. Najprej je obdelal vpliv elektromagnetnega valovanja na majhen električni dipol. Amplituda nihanja pri električnem dipolu je majhna glede na valovno dolžino. Planck je oktobra 1900 zapisal zakon kot:
{\displaystyle u(\nu ,T)={\frac {a_{0}\nu ^{3}}{e^{b\nu /T}-1}}\!\,,}
nato pa decembra 1900 v končni obliki, zapisani zgoraj, s konstantama:
{\displaystyle a_{0}={\frac {8\pi h}{c^{3}}}\!\,,}
{\displaystyle b={\frac {h}{k_{\rm {B}}}}\!\,.}
Planck je uvidel, da se zgornja funkcija, Planckova funkcija {\displaystyle B}, odlično ujema za vse valovne dolžine. Pri konstrukciji izpeljave zakona je upošteval možne načine porazdelitve elektromagnetne energije po različnih načinih nabitih oscilatorjev v snovi. Zakon se je pokazal, ko je privzel, da je energija teh oscilatorjev omejena na množico nezveznih, celoštevilčnih mnogokratnikov osnovnih enot energije, {\displaystyle W}, ki je sorazmerna z nihajno frekvenco {\displaystyle \nu }:
{\displaystyle W=h\nu ={\frac {hc}{\lambda }}\!\,.}
Steno votline si je predstavljal kot množico oscilatorjev, ki sprejemajo energijo od elektromagnetnega valovanja in mu jo oddajajo. Oscilator lahko z dano frekvenco {\displaystyle \nu } izmenja le energijo {\displaystyle nh\nu }. Planck je upal, da bo končna izpeljava dala zakon pri vrednosti konstante {\displaystyle h=0}. Tako bi lahko oscilator kot nekakšna antena z elektromagnetnim valovanjem izmenjeval energijo zvezno in poljubno. Merjenja so ga prisilila, da je pustil konstanti neko vrednost. Tako je končno uvidel, da sevanje izmenjuje energijo s steno črnega telesa le v obrokih, in imenoval jih je energijske kvante. Določil je Planckovo konstanto in Boltzmannovo konstanto:
{\displaystyle h=6,55\cdot 10^{-34}\,\mathrm {Js} \!\,,}
{\displaystyle k_{\rm {B}}=1,346\cdot 10^{-23}\,\mathrm {J/K} \!\,.}
Z Boltzmannovo konstanto in z znano splošno plinsko konstanto {\displaystyle R_{m}} je določil tudi Avogadrovo število, število molekul v kilomolu:
{\displaystyle N_{A}={\frac {R_{m}}{k_{\rm {B}}}}=6,175\cdot 10^{26}\!\,,}
ki ga tedaj še niso tako natančno poznali. Planck je predlagal, da oscilatorji lahko oddajajo energijo nezvezno, sprejemajo pa jo zvezno, saj si ni mogel predstavljati, da oscilator v neki točki skokovito absorbira kvant, ker se je po klasični predstavi elektromagnetno valovanje prej razširilo na vse strani. Planckovo konstanto je prvi izmeril Millikan leta 1913 z merjenjem zaporne napetosti {\displaystyle U}:
{\displaystyle h=e_{0}{\frac {\mathrm {d} U}{\mathrm {d} \nu }}=6,56\cdot 10^{-34}\,\mathrm {Js} \!\,,}
ko je upošteval tedanjo premajhno vrednost za osnovni naboj {\displaystyle e_{0}}.
Planck je predpostavil kvantizacijo pet let preden je Einstein pri razlagi fotoelektričnega pojava predvidel obstoj svetlobnih kvantov, fotonov. Izraz za fotone je leta 1926 skoval Lewis. Plankova enačba predvideva, da bo črno telo sevalo energijo pri vseh frekvencah, uporabna pa je le, če se pri meritvah upošteva dovolj veliko število fotonov. Črno telo pri sobni temperaturi (298 K) s površino 1 m2 bo na primer izseval foton v vidnem delu enkrat na tisoč let, kar praktično pomeni, da črno telo pri sobni temepraturi ne seva v vidnem delu elektromagnetnega valovanja.
Planckova predpostavka kvantizacije energije in Einsteinova domneva o svetlobnih kvantih sta postali osnovni temelj za razvoj kvantne mehanike. 
Bose je leta 1924 razvil teorijo o statistični mehaniki fotonov, ki je omogočila teoretično izpeljavo Planckovega zakona. 
Planck ni izpeljal zakona zaradi poskusa razrešitve »ultravijolične katastrofe«, pojma, ki ga je leta 1911 poimenoval Ehrenfest za paradoksalen rezultat, da skupna energija v votlini teži k neskončnosti, če se sevanje črnega telesa obravnava z izrekom o enakomerni razdelitvi energije ali s klasično statistično mehaniko. Planck je menil da ekviparticijski izrek ne velja splošno, tako da ni opazil nobene vrste »katastrofe«. Odkrili so jo po približno petih letih Einstein, lord Rayleigh in Jeans.